# (10657) Wanach
(10657) Wanach (2251 T-1) – planetoida z grupy pasa głównego asteroid okrążająca Słońce w ciągu 4 lat i 247 dni w średniej odległości 2,8 j.a. Została odkryta 25 marca 1971 roku.